# 1256
- Wikisource

| Calendário gregoriano                                                        | 1256 MCCLVI                                          |
| Ab urbe condita                                                              | 2009                                                 |
| Calendário arménio                                                           | 705 – 706                                            |
| Calendário bahá'í                                                            | -588 – -587                                          |
| Calendário budista                                                           | 1800                                                 |
| Calendário chinês                                                            | 3952 – 3953 Início a 29 de janeiro (aproximadamente) |
| Calendário copta                                                             | 972 – 973                                            |
| Calendário etíope                                                            | 1248 – 1249                                          |
| Calendários hindus - Vikram Samvat - Calendário nacional indiano - Cáli Iuga | 1311 – 1312 1177 – 1178 4356 – 4357                  |
| Calendário Holoceno                                                          | 11256                                                |
| Calendário islâmico                                                          | 654 – 655                                            |
| Calendário judaico                                                           | 5016 – 5017                                          |
| Calendário persa                                                             | 634 – 635                                            |
| Calendário rúnico                                                            | 1506                                                 |
| Calendário solar tailandês                                                   | 1799                                                 |

1256 (MCCLVI, na numeração romana) foi um ano bissexto do século XIII do Calendário Juliano, da Era de Cristo, e as suas letras dominicais foram  B e A (52 semanas), teve início a um sábado e terminou a um domingo.
| Ano completo                      |
| --------------------------------- |
| Ano bissexto com início ao sábado |

## Eventos
- Em Portugal, D. Afonso III outorga foral a Odemira.

## Mortes
- 1 de Maio - Santa Mafalda (Beata Mafalda de Portugal), filha de D. Sancho I, Rei de Portugal, falecida no antigo Convento das Religiosas da Ordem de S. Bento de Rio Tinto.